# Marcianise
Marcianise è un comune italiano di 38 072 abitanti della provincia di Caserta in Campania.
Sorge nella pianura campana entro l'area nota anticamente come Liburia. Fin dal XII secolo, con la Bolla di Senne, Marcianise è posta in parte sotto la giurisdizione ecclesiastica di Capua ed in parte sotto quella di Caserta, mentre a livello politico fu casale di Capua dal medioevo fino all'età moderna, quando venne eretta a comune.

## Geografia fisica

### Territorio
Il suo territorio, privo di rilievi montuosi, è completamente pianeggiante. È posta sul percorso dei Regi Lagni.

### Clima
Marcianise gode di un clima mediterraneo, con inverni miti e piovosi ed estati calde e secche.
| Marcianise                 | Mesi | Mesi | Mesi | Mesi | Mesi | Mesi | Mesi | Mesi | Mesi | Mesi | Mesi | Mesi | Stagioni | Stagioni | Stagioni | Stagioni | Anno  |
| Marcianise                 | Gen  | Feb  | Mar  | Apr  | Mag  | Giu  | Lug  | Ago  | Set  | Ott  | Nov  | Dic  | Inv      | Pri      | Est      | Aut      | Anno  |
| -------------------------- | ---- | ---- | ---- | ---- | ---- | ---- | ---- | ---- | ---- | ---- | ---- | ---- | -------- | -------- | -------- | -------- | ----- |
| T. max. media (°C)         | 13   | 13   | 15   | 18   | 23   | 26   | 29   | 30   | 26   | 22   | 17   | 14   | 13,3     | 18,7     | 28,3     | 21,7     | 20,5  |
| T. min. media (°C)         | 4    | 4    | 6    | 8    | 12   | 16   | 18   | 18   | 15   | 12   | 8    | 5    | 4,3      | 8,7      | 17,3     | 11,7     | 10,5  |
| Precipitazioni (mm)        | 104  | 98   | 86   | 76   | 50   | 34   | 24   | 42   | 80   | 130  | 162  | 121  | 323      | 212      | 100      | 372      | 1 007 |
| Umidità relativa media (%) | 75   | 73   | 71   | 70   | 70   | 71   | 70   | 69   | 73   | 74   | 76   | 75   | 74,3     | 70,3     | 70       | 74,3     | 72,3  |

## Storia
Il comune è bagnato a sud, per circa 10 chilometri, dal fiume Clanio e attorno all'anno 1000 a.C. fu dimora degli Osci, un popolo dedito all'agricoltura; dal VII al V secolo a.C. furono in contatto con popoli più evoluti, inizialmente Etruschi e Greci, in seguito anche con Sanniti e Romani; la collaborazione tra di essi contribuì allo sviluppo del territorio, che in seguito fu conteso tra più fazioni. Inizialmente questi, disboscarono e bonificarono i terreni acquitrinosi, suddividendoli in quadrati perfetti, orientandoli lungo le direttrici nord-sud ed est-ovest. Questo reticolo, ancora ben evidente, comprendeva quadrati con un perimetro di 2.840 m, con 6 strade interne, perpendicolari tra loro per permettere l'accesso ai singoli moggi di terreno; in ogni quadrato si contavano 144 moggi o capuani, pari a 38 ettari, attorno ai quadrati, le insulae, era presente un fossato, per permettere il deflusso delle acque nel fiume Clanio.

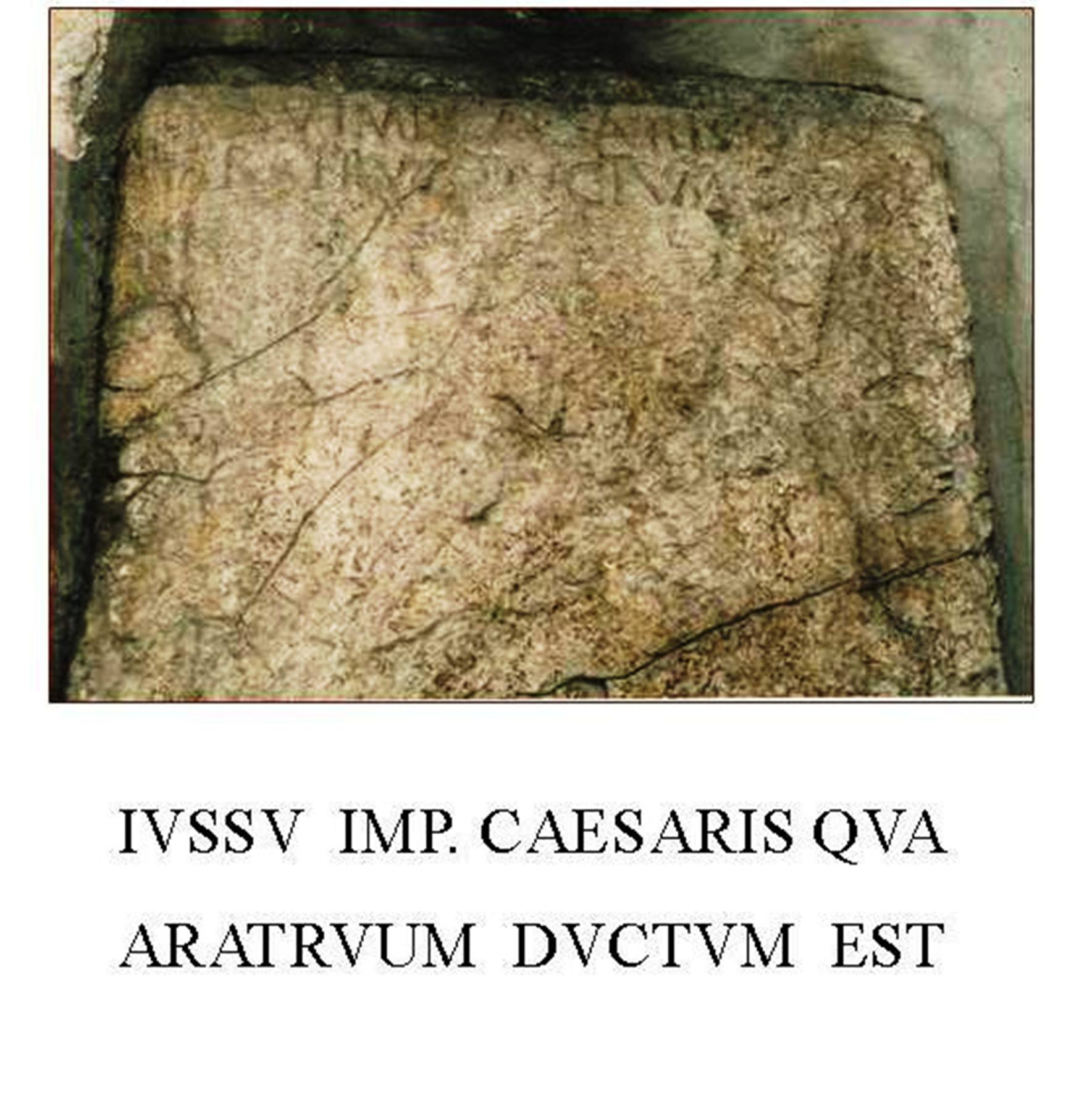
Epigrafe su cui si legge la scritta "IVSSV IMPERATOR CAESARIS QVA ARATRVM DVCTVM EST" ("Per volere di Cesare condottiero fu fissato questo solco per dove passò l'aratro"), facciata del Palazzo Messore a Marcianise.

Le origini di Marcianise sono incerte: alcuni storici affermano che potrebbe essere stata edificata durante la dominazione dell'Impero romano. Tale convinzione è maturata dallo studio delle strade del centro storico e dal ritrovamento di un castrum, un'antica postazione militare romana. Secondo alcuni studiosi, Marcianise sarebbe stata una colonia autonoma di «prodi veterani Romani» dedotta da Gaio Giulio Cesare nel 59 a.C. dopo il cosiddetto "Primo triumvirato" e destinata ad ospitare ventimila famiglie di veterani (prevalentemente di Pompeo) con almeno tre figli. Infatti, a Marcianise, a ridosso del fiume Clanio, esistevano due tempietti rurali paleocristiani dedicati a san Cesario diacono e martire (il santo che ha sostituito e cristianizzato il culto pagano di Giulio Cesare, dell'imperatore Cesare Ottaviano Augusto e dei Divi Cesari; da sempre invocato contro le inondazioni del Clanio) e a santa Giuliana vergine e martire (Santa Giuliana, associata a san Cesario, è un'ulteriore dimostrazione che le dedicazioni dei due tempietti ricordavano il nome di Julius Caesar). La testimonianza di un cippo urbico collocato oggi sulla facciata dell'antico palazzo Messore, in piazza Umberto I, su cui si legge la scritta "IVSSV IMPERATOR CAESARIS QVA ARATRVM DVCTVM EST" (Per volere di Cesare condottiero fu fissato questo solco per dove passò l'aratro), allude alla pratica di origine etrusca di tracciare con questo attrezzo il territorio di una città, ritenuta dagli storici locali la prova inconfutabile dell'origine stessa della città al tempo di Giulio Cesare (50 a.C.).
Secondo un'altra ipotesi, la città è stata costruita nel 500 dagli Ostrogoti che cercavano un rifugio dopo aver perso la guerra contro i Bizantini.
È molto probabile che gli Ostrogoti si siano uniti al popolo nativo degli Oschi che vivevano nella vicina città di Trentola. Si sa da diversi documenti notarili dell'abbazia di Montecassino, che sul territorio esisteva un convento chiamato Monasterium Sancti Benedicti in Lauriano che per diversi secoli era proprietario di diversi possedimenti. Uno di questi evidenzia che uno dei primi nomi della città è stato "Marcenisi in Liburia". Dunque nei documenti antichi la zona era chiamata Liburia. Nel periodo medievale il territorio di Marcianise divenne progressivamente paludoso a causa delle continue inondazioni del fiume Clanio, detto anche Laneo, in seguito deviato per fornire l'acqua necessaria alle vasche per la coltivazione della canapa. La supposizione che un tempo il Laneo lambisse il territorio all'altezza dell'omonimo rione Clanio, crolla davanti all'analisi dei documenti che riportano appunto il fatto che alcune terre donate al suddetto monastero di Loriano, si trovavano in vicinanza di "Ponte Rutto", quindi un ponte gettato per attraversare tale fiume.
Una parte dell'architettura dell'area centrale e più antica di Marcianise risale al 700 d.C. Le strade del centro sono molto strette, alle estremità di molte di esse sono poste grandi arcate che nell'antichità erano probabilmente usate come porte di accesso.
Nel 1300 Marcianise inizia ad estendere il suo territorio. Le paludi con il tempo si sono prosciugate rendendo i terreni sempre più coltivabili, e vecchie zone di campagna si trasformano in aree residenziali. Crebbe così la sua importanza. Anche dal punto di vista economico crebbe la sua importanza ed i fondi di Trentola e di Loriano vennero donati il 17 ottobre 1349, come feudo a Sergio Orsino, signore di Acerra. Nel prosieguo i destini delle due terre si separarono. Gli successe il figlio Nicolò, quindi Gabriele, duca di Venosa, marito di Caterina Caracciolo il quale ha una figlia, Maria Donata, che va in sposa, nel 1443 a Pirro del Balzo. Dopo vari passaggi, il possesso perviene ai Caracciolo, ed in seguito ai Guevara Suardo. Nel 1436 Marcianise, dopo una debole resistenza, viene occupata dalle milizie di re Alfonso V d'Aragona (Alfonso I di Napoli dal 1442 al 1458), durante la sua conquista del Regno di Napoli.. Molti sono gli uomini illustri che hanno contribuito a rendere famoso il nome della città, tra di essi ricordiamo i capitani di ventura, come Pompeo Farina o pittori come Paolo De Majo (attivo in tutto il Regno di Napoli), ma soprattutto ecclesiastici come il servo di Dio Marco Maffei ed il missionario carmelitano scalzo Matteo di San Giuseppe, botanico e linguista del XVII secolo. Nel 1647 fu occupata dalle milizie di Enrico II di Lorena duca di Guisa venuto a Napoli durante l'insurrezione popolare antispagnola per rivendicare il suo diritto al trono.
Durante il XVIII secolo Marcianise e molte città vicine vennero colpite dalla siccità e da un'epidemia di colera. Un'antica leggenda racconta di come il popolo, disperato, chiese un miracolo a Gesù trasportando una statua di legno del crocefisso per le strade della città. Durante l'ultima settimana di luglio 1706 un nubifragio colpì la città e i cittadini gridarono al miracolo.
È convinzione popolare che all'inizio dell'Ottocento Napoleone Bonaparte fosse ospite a Castel Loriano, uno degli edifici più antichi della città. Questa convinzione deriva dal fatto che per molto tempo il castello venne abitato dai militari francesi.
Nel 1809 venne innalzata da Gioacchino Murat a capoluogo di circondario, funzione che successivamente mantenne con Ferdinando IV.
Nel 1860 due monarchici, Pietro Lombardo di professione capo squadra e Antonio Somma, calzolaio, furono condannati a morte per aver partecipato al movimento di opposizione filoborbonica a Garibaldi. I due erano insorti per difendere i medaglioni della famiglia reale borbonica che erano appesi a pochi metri dalla fontana municipale e che dovevano essere distrutti per legge. Le persone coinvolte, in realtà, e arrestate furono 11 ed il Consiglio di guerra riunitosi per ordine del Maggiore Cattabeni condannò tutti alla pena di morte. Tale condanna fu poi eseguita solo per i monarchici Lombardo e Somma mentre agli altri condannati fu commutata la pena e furono spediti al carcere centrale di Santa Maria Capua Vetere.
Nel 1872 Vittorio Emanuele II di Savoia promulga un decreto nel quale conferisce a Marcianise il titolo di città e le attribuì uno stemma.
Dal 1943 al 1945 Marcianise ospitò, nella zona poi divenuta sede dello stabilimento 3M, il Marcianise Airfield, base strategica per i bombardamenti aerei durante la Campagna di guerra in Italia della 15ª Forza Aerea americana, con l'86º , 97º e 99º Gruppo di Bombardamento come unità principali.
Nel 1943 i Nazisti hanno effettuato un eccidio nella città di Marcianise. Le vittime sono:
- Vito Cecere, contadino. (Marcianise, 8 aprile 1900 - Marcianise, 3 ottobre 1943);
- Tommaso Mandile, marittimo. (Napoli, 1898 - Marcianise, 4 ottobre 1943);
- Donato Piccirillo, contadino. (Marcianise, 16 ottobre 1924 - Marcianise, 4 ottobre 1943);
- Gaetano Sibona, bracciante. (Marcianise, 24 ottobre 1922 - Marcianise, 3 ottobre 1943);
- Giovanni Tartaglione, bracciante. (Marcianise, 20 novembre 1925 - Marcianise, 4 ottobre 1943);
- Raffaele Valletta, ramaio. (Marcianise, 1881 - Marcianise, 4 ottobre 1943).[senza fonte]

### Simboli
Lo stemma è stato concesso con regio decreto del 19 marzo 1872.
Il gonfalone è un drappo di azzurro.

## Monumenti e luoghi d'interesse

### Architetture religiose

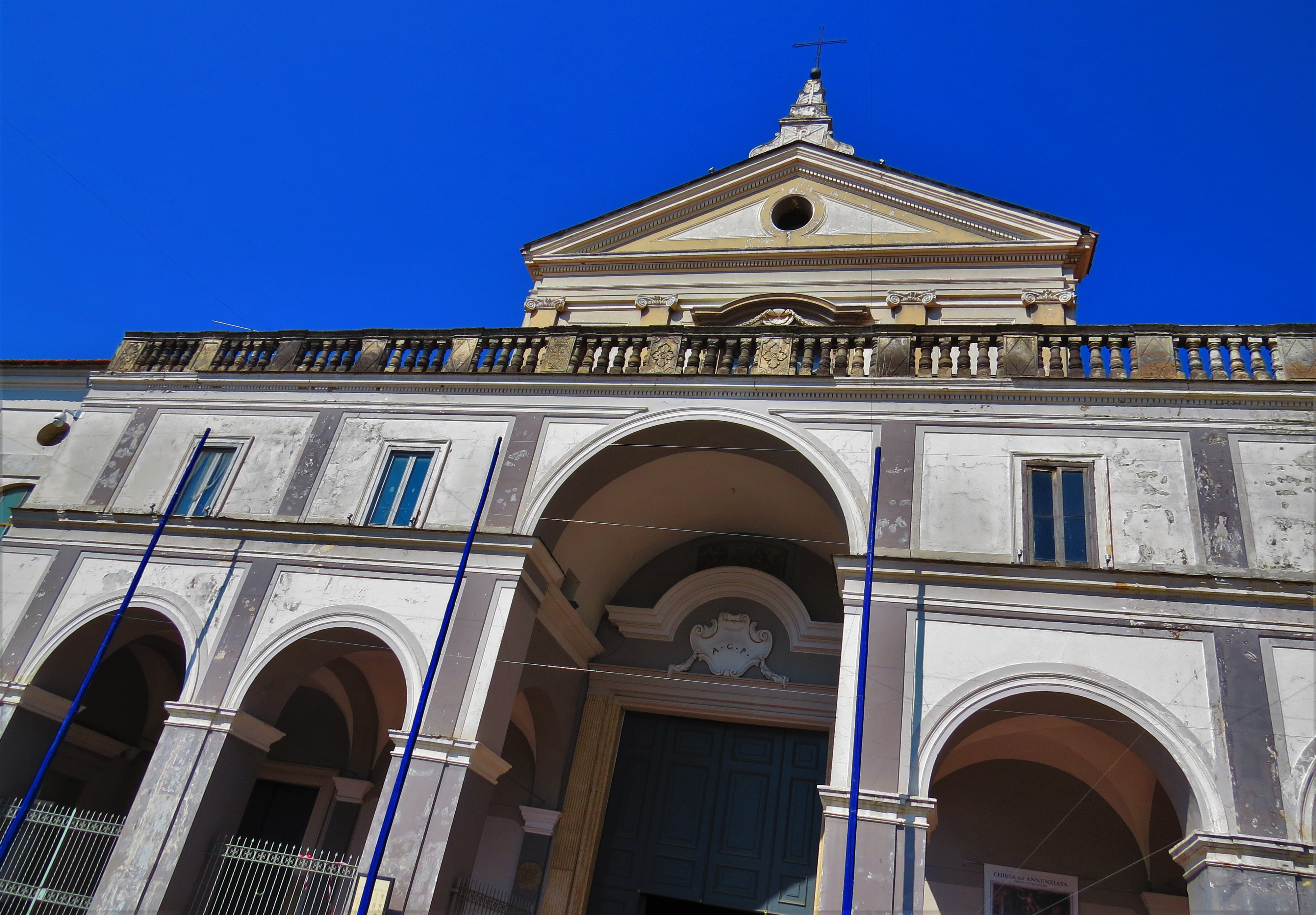
Chiesa della Santissima Annunziata.

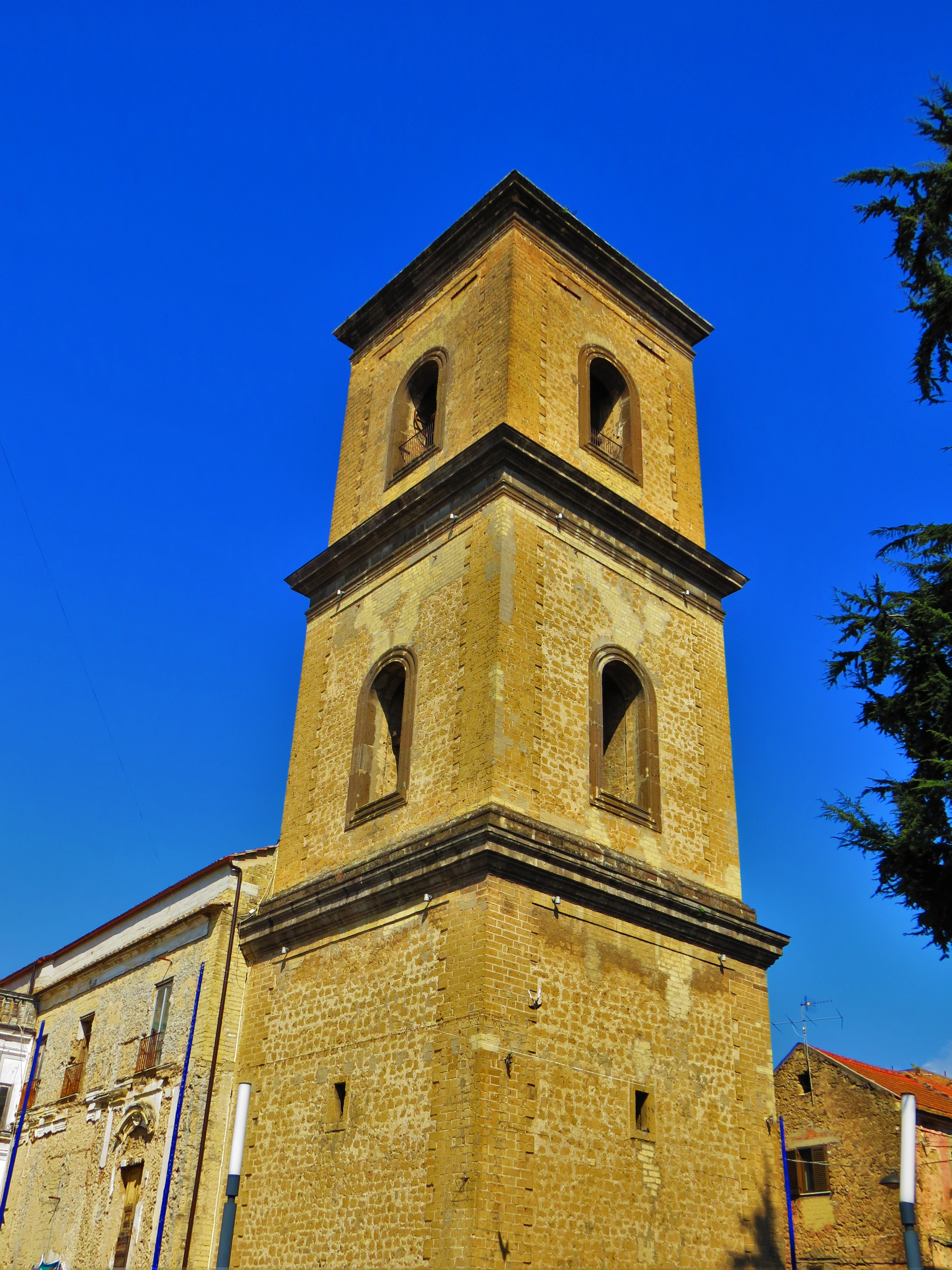
Il campanile in tufo nei pressi della chiesa della Santissima Annunziata.

- Chiesa della Santissima Annunziata: fu edificata nel XVI secolo su progetto di Benvenuto Tortello o Tortelli[19] ma durante l’esecuzione dei lavori si resero necessari degli adattamenti operati da Matteo Salerno, conclusi nel 1563. Il campanile, opera di Ambrogio Attendolo (Capua, 1515 circa − 1585 circa), si sviluppa in tre ordini separati da cornicioni di piperno.[20] La chiesa sorge al centro di una vasta piazza rettangolare che costituisce un complesso di pregio ambientale, non solo per la superba e lineare facciata del tempio, ma anche per la presenza dell’ex Ospedale sul lato sinistro, i cui locali sono attualmente occupati dalla direzione ASL-Distretto 16, del campanile e dei vecchi uffici delle Opere Pie sulla destra, mentre il lato lungo meridionale dell’ideale rettangolo è chiuso dal settecentesco palazzo Tartaglione. L’imponente chiesa dell’Annunziata, oltre che rilevante per il suo significato urbanistico, rappresenta uno dei capolavori dell’architettura religiosa della Campania, raggiungendo la pienezza del linguaggio rinascimentale soprattutto per la monumentalità e l’eleganza della sua facciata. Nella seconda metà del '700 la chiesa fu ampliata da Carlo Patturelli, Giuseppe Astarita, Francesco Gasperi, Felice Bottiglieri e Gaetano Barba.[21] L’interno della chiesa impostato su pianta a Croce latina ha tre navate, presenta sei cappelle per navata con due grandi cappelle alle due estremità del transetto. Nella parte nord di questo si aprono tre absidi, di cui la centrale della stessa ampiezza della navata maggiore. Dalla navata centrale si accede alle laterali mediante archi poggiati sui pilastri. Mirabile è il soffitto seicentesco della navata centrale e del transetto che è di legno dipinto a cassettoni quadrati con fondo turchino e rosoni dorati. Nella chiesa sono custodite numerose tele della scuola napoletana del Seicento, Settecento e Ottocento.[22] Tra le più famose ricordiamo: L'Annunciazione, di Massimo Stanzione[23], posta alle spalle dell'altare; la tavola della Decollazione di san G. Battista del pittore fiammingo Dirk Hendricksz, noto anche come Teodoro d'Errico; il quadro al centro del soffitto in cassettoni dorati che sormonta la navata centrale L'assunzione della Vergine del pittore Francesco Solimena[24]; la sovrapporta della controfacciata Gesù con i dottori nel tempio del pittore di Marcianise, Paolo De Majo[25] (Marcianise 1703 – Napoli 1784). Nella chiesa vi sono opere di altri pittori: D. Mondo da Capodrise, G. Starace-Franchis, N. Peccheneda, C. Brunelli, e gli affreschi di N. Malinconico e di F. A. Serio. Va annoverato inoltre l'altare barocco del 1703 di F. Raguzzini e l'organo barocco in legno dorato di alta scuola napoletana.

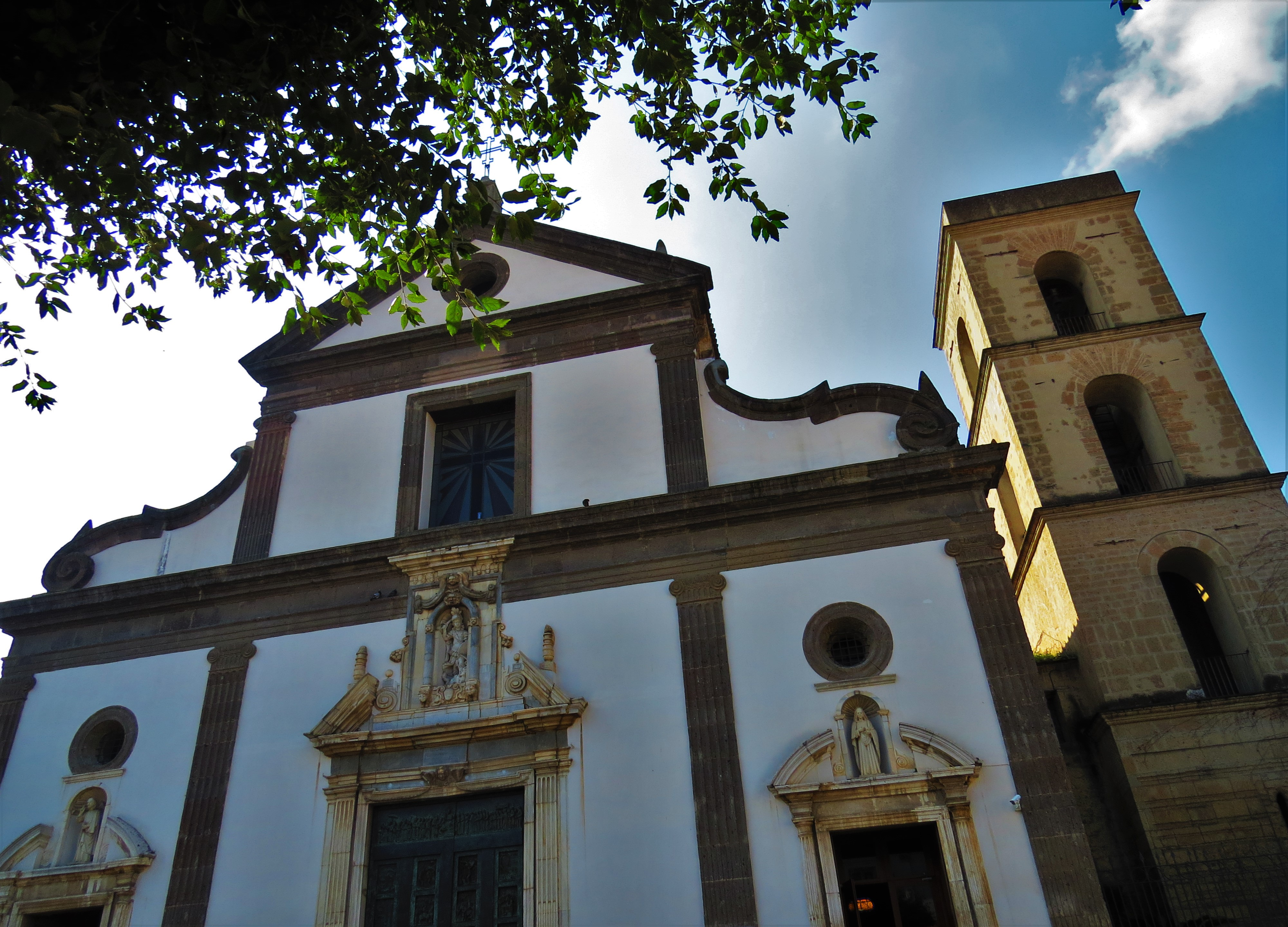
Chiesa di San Michele Arcangelo.

- Nella chiesa di San Michele Arcangelo, sorta sui resti del tempio di Marte[senza fonte], è conservato il crocifisso ligneo del 1706, considerato miracoloso per aver liberato in diverse occasioni la popolazione dalla siccità e dal colera. Il crocifisso, scolpito dall'artista Giacomo Colombo, fu trasportato nel 1992 a Capua in occasione della visita di papa Giovanni Paolo II. Sono custoditi inoltre: le statue lignee della Madonna del Monte dei pegni (1500), la statua di san Michele Arcangelo; la statua di santa Venera; la sovrapporta della controfacciata che raffigura La Probatica Piscina di Paolo De Majo; la tela, inquadrata nel soffitto a cassettoni dorati al centro della navata principale, che raffigura La cacciata di Lucifero dal Paradiso ad opera di S. Michele Arcangelo di Raimondo De Dominici (La Valletta 1645 – Roma 1705) e diversi affreschi risalenti al 1936, di Luigi Taglialatela (Giugliano 1877 – 1953).
- Il Convento francescano fu fondato nel 1614 su di un terreno donato da don Domenico Lasco. I primi religiosi che lo abitarono furono i padri conventuali riformati, che, soppressi, attorno al 1650, da papa Innocenzo X, confluirono nei conventi di S. Lucia al Monte e di Grumo Nevano. Il convento fu affidato alle cure del parroco dell'Assunta, mentre la chiesa venne officiata da un sacerdote secolare fino al 1674, epoca in cui fu concesso ai padri Alcantarini. Questi ne curarono il restauro e l'ampliamento, ottenendo a tale scopo, nel 1761, la concessione gratuita del materiale edilizio di risulta proveniente da quello adoperato per la reggia di Caserta. In esso sono conservati molti libri e illustrazioni antiche, quasi tutti di soggetto religioso. Nella chiesa di Trentola sono presenti affreschi risalenti al 1768, di Felice Ruggiero, che rappresentano i momenti più significativi della vita di Gesù.

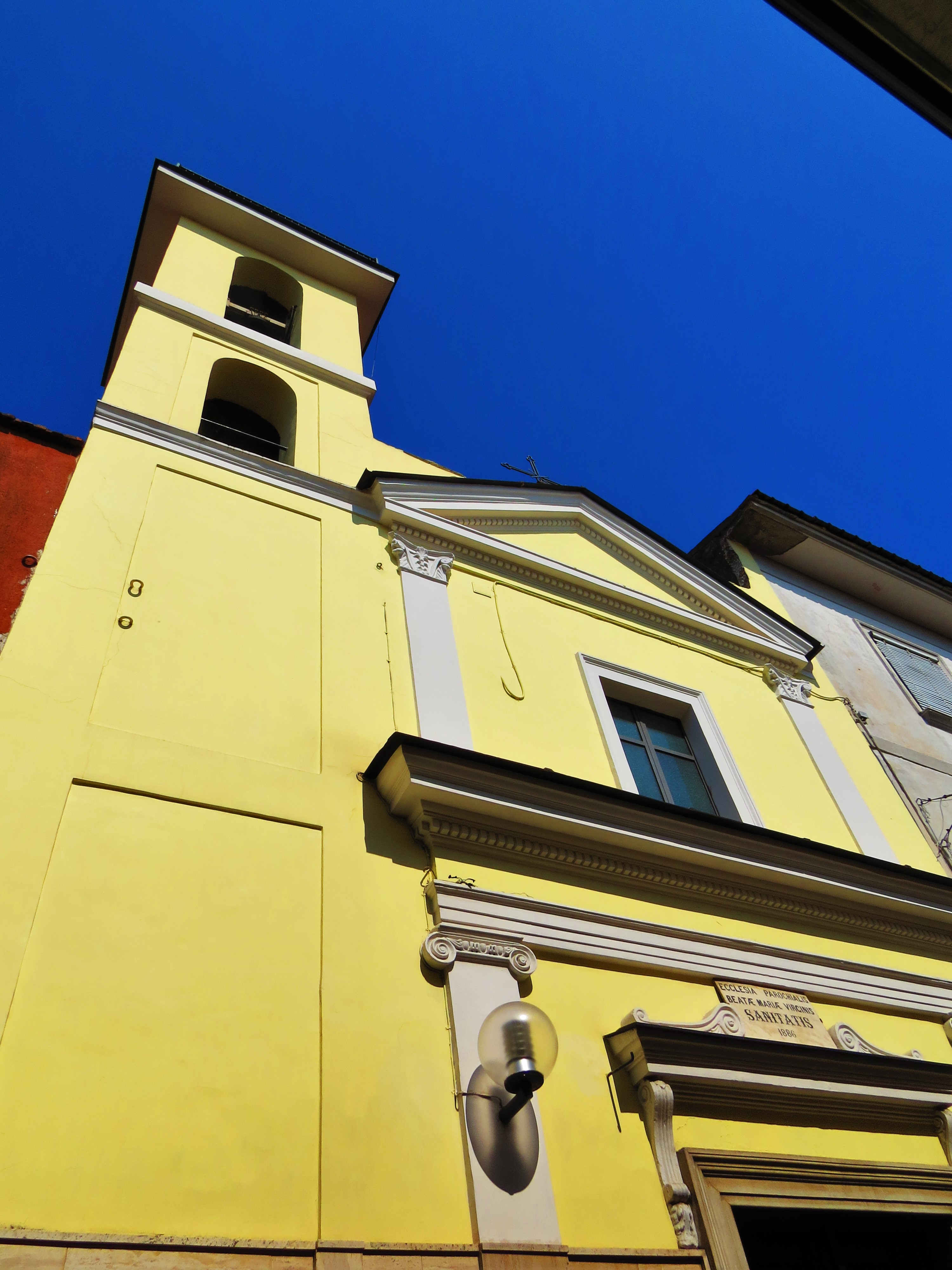
Chiesa di Santa Maria della Sanità.

- Chiesa di Santa Maria della Sanità. Nucleo originario della chiesa era la Cappella Gentilizia, sorta nel 1931, di proprietà della famiglia Di Caprio, come attestato da due epigrafi collocate all'interno del luogo di culto. Nel 1886 la Cappella fu ampliata per la fondazione della nuova parrocchia. Nel 1895 i coniugi Scarpiello finanziarono ulteriori lavori di ampliamento della chiesa il cui spazio risultò non del tutto adeguato al numero dei fedeli. Il progetto previde un impianto a navata centrale, con volta a botte a sesto ribassato, affiancata da due navate laterali minori. Sul lato sinistro si aprivano due cappelle, non sporgenti oltre il perimetro della chiesa, che terminavano in un corto transetto semicircolare. Alla destra del presbiterio venne costruita una nuova sacrestia, una sala rettangolare coperta da una volta a schifo, in comunicazione con l'edificio in cui aveva residenza la famiglia dei fondatori. L'insieme dei lavori impresse al luogo di culto una configurazione a croce latina, con punto di intersecazione dei bracci su un unico ambiente dominante anziché sul nucleo absidale. Il campanile, su base a pianta quadrata, forma un corpo unico con la chiesa, sormontandola sull'angolo sinistro, in corrispondenza del confine con l'atrio e la prima delle cappelle laterali. La facciata semplice e lineare, stretta fra gli edifici che fiancheggiano allineati in blocco via Giulio Foglia, si articola su due ordini separati da uno spesso cornicione aggettante. Il portale è preceduto da un cancelletto in ferro di fattura originale.[26]
- Chiesa di San Giuliano
- Chiesa di Santa Maria Assunta dei Pagani
- Chiesa di Santa Maria Assunta in Trentola

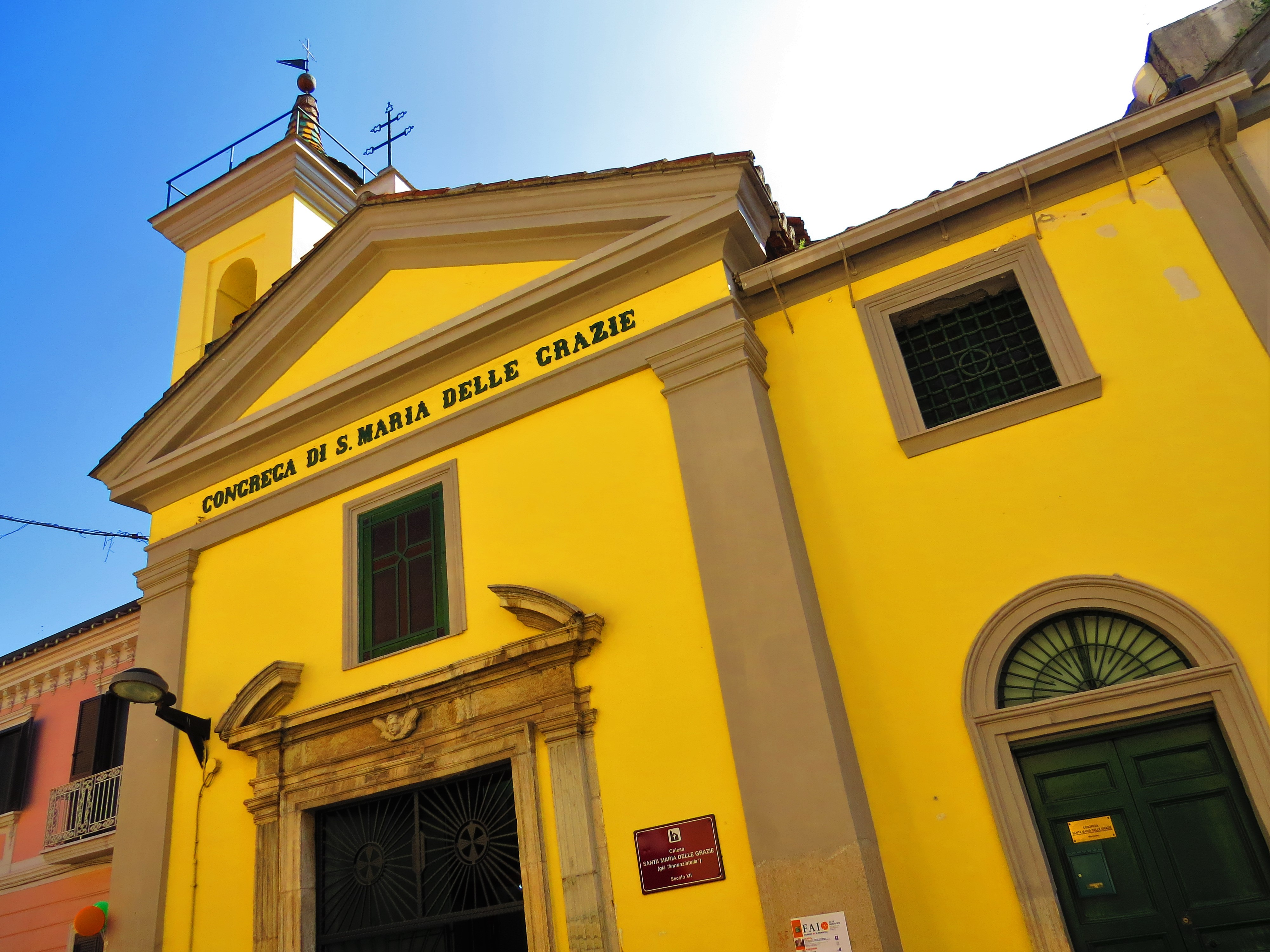
Chiesa della Congrega di Santa Maria delle Grazie.

- Chiesa della Congrega di Santa Maria delle Grazie situata in via Santoro fu eretta tra il X e XI secolo, il che probabilmente la rende il nucleo più antico di Marcianise. La chiesa, ad una sola navata, ospita un altare maggiore e due altari laterali. Il dipinto dell’abside, parte ad affresco e parte a tempera, rappresenta il trionfo della vergine circondata da santi e personaggi del vecchio testamento e risale al XVII secolo. Alla stessa epoca si attribuisce il soffitto ornato, un tempo, di rose indorate. Sull’altare di sinistra, concesso alla Famiglia Sabaloni nel 1482, è collocata una pala lignea che raffigura la Deposizione di Cristo, il più antico dipinto tra quelli presenti nella chiesa e che è da considerare uno dei migliori esempi dell’arte tardo gotica a Marcianise. Sull’altare di destra era collocato un quadro rappresentante la visitazione di Nostra Signora, andato perduto, come quello raffigurante la Vergine delle Grazie posto anticamente sull’altare maggiore e successivamente sistemato in sagrestia. La chiesa per diverso tempo è stata chiusa al culto, in seguito al degrado causato anche dal terremoto del 1980. Recenti lavori di restauro, sovvenzionati dalla popolazione, l’hanno consolidata ed hanno riportato alla luce, sul muro esterno, parte dell’antica costruzione: due monofore ad arco ogivale, di cultura bizantina, una mezza monofora ed un’edicola votiva raffigurante i resti quattrocenteschi di una Madonna con Bambino e Angeli.[27]
- Chiesa della Congrega del Santissimo Crocifisso

### Architetture civili
- Palazzo Accinni

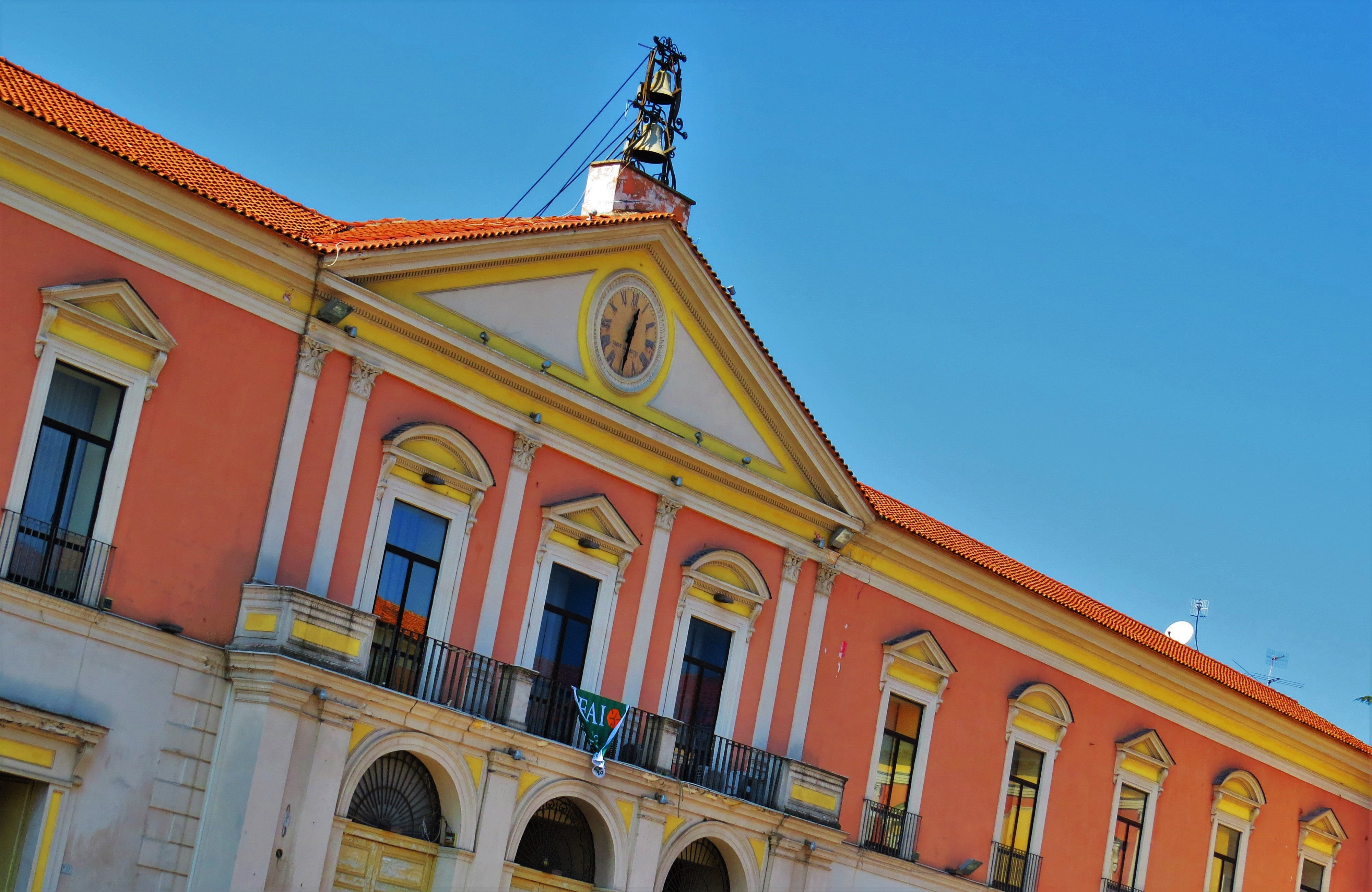
Palazzo del Municipio.

- Palazzo Adinolfi venne edificato nel 1743 ad opera di Angelo e Vincenzo Letizia, ma nel 1820 su commissione delle due famiglie del paese, la famiglia Adinolfi e la famiglia Piccirillo, la struttura venne sezionata in due parti, come attestano i due stemmi situati sotto l'arco del portone d'ingresso. Il palazzo accoglieva al piano terra i locali adibiti a stalle per i cavalli e a depositi per prodotti agricoli, nonché cortili utilizzati per la lavorazione della canapa, e un giardino come luogo d'intrattenimento per la nobile famiglia.
- Palazzo del Municipio
- Palazzo Foglia (via Duomo n.66)
- Palazzo Foglia (via Giulio Foglia n.12)
- Palazzo Grauso (via Giovanni Battista Novelli n.5)
- Palazzo Grimaldi (via Giulio Foglia n.65)
- Palazzo Novelli (via Giovanni Battista Novelli n.1)

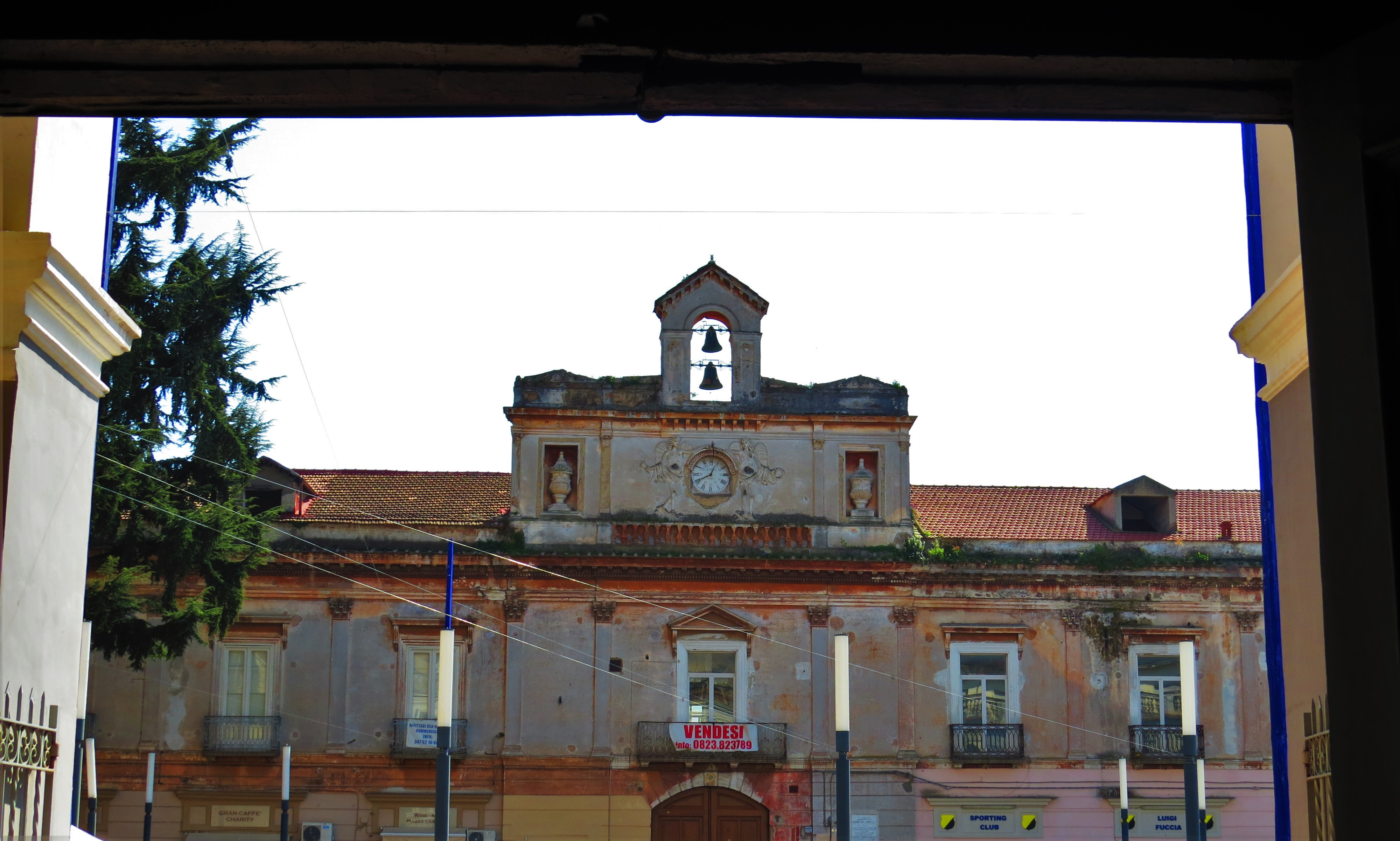
Palazzo Tartaglione.

- Palazzo Tartaglione (via Giovanni Tartaglione n.8) sito nel centro storico della città di Marcianise fu acquistato alla fine del Settecento dalla famiglia Tartaglione. La proprietà, in precedenza ridotta ad un rudere a causa di un incendio, venne ricostruita a partire dai solai, per i quali fu acquistato un intero bosco di alberi provenienti dai monti limitrofi. Palazzo Tartaglione presenta, sulla strada, un grande portone d’ingresso, in posizione pressoché centrale, da cui si accede al cortile attraverso un ampio vestibolo. Uno scalone in marmo dà l’accesso all’appartamento signorile situato al primo piano. Mons. Donato Tartaglione oltre ad essere stato canonico di grande cultura, letterato, saggista, poeta, munifico benefattore del Duomo di Marcianise è stato il più illustre tra gli abitanti di Palazzo Tartaglione. Egli ingaggiò Luigi Taglialatela, decoratore e scenografo del teatro San Carlo di Napoli per i lavori di decorazione del palazzo. Nei lunghi periodi trascorsi a Palazzo Tartaglione, quest’ultimo si dedicò agli affreschi dei soffitti delle camere al primo piano, che comprendono sia dipinti di soggetti storici e mitologici, come il trionfo di Costantino nel salone, sia opere di soggetti naturalistici come coppe fiorite, scene di vita campestre e rappresentazioni delle stagioni, arricchite da frasi augurali e motti arguti. Si devono a Luigi Taglialatela anche l’affresco della volta a botte del vestibolo, il primo ad accogliere i visitatori, dove l’artista immaginò degli angeli posti all’entrata di un giardino a custodia del palazzo e dei suoi abitanti. È interessante notare come il giardino raffigurato nell’affresco sia, in realtà proprio quello che ci si trova di fronte una volta distolto lo sguardo dalla volta. Nel varcare l’ingresso di Palazzo Tartaglione, si nota la presenza di un piccolo giardino, di fronte al portone, dall’altro lato della strada. Questo piccolo giardino si può pensare raccordato al più grande attraverso un viale che, attraversando la strada, percorre l’androne del palazzo, avanza verso il giardino principale attraverso il cortile, e prosegue fino al suo muro di fondo. Alle estremità di quest’asse sono poste, l’una di fronte all’altra, due edicole che presentano decorazioni pittoriche a soggetto mitologico dipinte dal Taglialatela. Il viale cede, ad un certo punto, il passo a sentieri sinuosi di un angolo di giardino all’inglese, diventato di gran moda a partire dalla realizzazione del parco della vicina Reggia di Caserta. Le essenze vegetali che costituiscono l’anima del giardino di Palazzo Tartaglione risentono dunque, come era naturale che avvenisse, dell’influenza che il Parco Reale ebbe sul gusto per un giardino che fosse non più solo produttivo, ma soprattutto un giardino di delizie. Ed ecco dunque che accanto ad aranci, limoni e mandarini fanno bella mostra di sé cycas, camelie, ortensie e tutte quelle antiche essenze che ancora oggi convivono in un’armonia che natura e uomo insieme concorrono a conservare. L’edificio rappresenta oggi uno degli esempi di architettura nobiliare tra i più significativi di Marcianise. La facciata del palazzo è pressoché liscia: prendono così maggiore risalto le decorazioni plastiche delle finestre, del portale e soprattutto dei rilievi che impreziosiscono l’orologio. Pur avendo subito notevole alterazioni che ne hanno reso meno limpida la linea, l’edificio si è sviluppato con quella monumentalità regolare propria delle costruzioni nobiliari dell’inizio dell’Ottocento, acquistando anche nella parte posteriore che dominava la campagna, un carattere di imponente dimora residenziale. Palazzo Tartaglione è stato, inoltre, scelto come set cinematografico per alcune scene del film Mozzarella stories, prodotto da Emir Kusturica e diretto dal regista Edoardo De Angelis. Tra gli attori figurano Luca Zingaretti, Luisa Ranieri e Aida Turturro.[28]

### Architetture militari
- Il Castel Loriano fu costruito intorno al 1200 [senza fonte], secondo alcune citazioni storiche riguardanti la città di Capua.[29] Fu ristrutturato nel corso del 1400, ma nei secoli successivi venne radicalmente modificato. Nel 1506, era di proprietà del barone Francesco Brancaccio a cui seguì il figlio Paolo, barone di Trentula e Loriano. Il feudo di Loriano aveva al centro un avito Castello in stile medioevale circondato da un caratteristico fossato. In quel periodo, ogni venerdì si svolgeva anche il mercato. Si possono notare ancora le torri, le mura di cinta e la chiesa interna. L'edificio, abitato da varie famiglie, non è in buono stato di conservazione; è anche presente un ristorante, che viene citato nel romanzo Il dormiveglia, di Giuseppe Bonaviri la cui moglie, Raffaella Osario, era originaria di Marcianise.
- Il castello Airola (Marcianise) è attestato per la prima volta nel 1501.[30] Il 26 maggio 1294 Carlo II d'Angiò concesse il feudo di Airola a tal Giletto Malbohe.[31] Da costui passò ad Egidio Malbohe ed alla morte di quest'ultimo fu devoluto al fisco. Sul principio del XIV secolo, re Roberto d'Angiò ne investì l'arcivescovo di Capua Ingeranno Stella e suo fratello Riccardo. Dopo la morte di questi ne ottenne il dominio utile, il 31 maggio 1334, un certo Tommaso Mansella. Nel 1339 ne era possessore il figlio di Roberto De Lagonessa che lo vendette a Roberto de Capua, conte d'Altavilla. Seguì poi il figlio di Roberto, Bartolomeo de Capua. II conte d'Altavilla, ne tenne il possesso fino al 1380. Nel 1390 ne era signore Guglielmo della Lagonessa, marito di Lucrezia, figlia del detto Bartolomeo de Capua, ed a lui successe Roberto II de Capua. Dopo Roberto de Capua, ne divenne possessore Andrea de Capua che lo vendette a Giorgio Grittis di Venezia. Alla morte di questi, passò nel 1420, al figlio Michele che nel 1448 lo vendette ad Alfonso Caracciolo, da costui passò ad Oliviero ed indi a Giovan Battista Caracciolo; poi passò alla figlia, che andò in sposa a Prospero Suardo. Da Prospero Suardo e i suoi discendenti primogeniti, pervenne nel 1638 ad un terzo Prospero e poi ad un quarto, la cui figlia Anna Maria Suardo nel 1731 sposò Giovanni De Guevara. Da questi venne a Prospero de Guevara, poi a Carlo ed infine a Giovanni Guevara Suardo, detto duca di Bovino e di Castel d'Airola. Dalla erede dei discendenti di costui, Donna Maria Guevara Suardo, fu G. Battista, maritata al duca D. Giulio Lecco, l'edificio fu venduto circa cinquant'anni fa a Pietro Gigliofiorito[32]. I loro eredi lo hanno venduto alla famiglia Fretta, gli attuali proprietari. È diventato un'abitazione privata e ha subito molte trasformazioni che hanno modificato l'aspetto originale: del nucleo originario sono riconoscibili solo la torre di guardia, un porticato che ospitava internamente i magazzini, il piano nobile con i saloni, i locali di servizio, le mura di confine[33] e, adiacente al castello, una grande corte rettangolare in cui sorgeva la chiesa di San Giovanni.[34] Alcuni studiosi pensano che sotto il castello siano presenti alcuni tunnel che servivano, in caso di attacco nemico, come via di fuga.

### Altro
- La "Fontana dei Delfini" è uno dei simboli della città. Essa è opera di Gaetano Barba, uno degli allievi di Vanvitelli. Sulla fontana sono posti due medaglioni raffiguranti Re Ferdinando IV di Borbone e la di lui consorte Carolina.
- La statua della Carità venne scolpita nel 1877 dallo scultore marcianisano Onofrio Buccini (Marcianise 1825 – Napoli 1896). Il gruppo scultoreo raffigura una donna che offre un pezzo di pane a un povero mendicante che non è in grado di camminare. Alla statua è stata dedicata la piazza in cui è collocata, che prende il nome di piazza Carità; altre opere di Buccini presenti a Marcianise, sono lo stemma in marmo del Comune, posto sopra il portale del Municipio e, nel cimitero, un suo autoritratto in gesso oltre al monumento funebre a Giovan Battista Novelli. Nel 2009, all'interno della vicina ex sede ospedaliera, è stata girata una scena del film L'affare Bonnard.

## Società

### Evoluzione demografica
Abitanti censiti

### Etnie e minoranze straniere
Al 31 dicembre 2022 la popolazione straniera era di 1 152 abitanti, pari al 2,88% degli abitanti.

### Lingue e dialetti
Accanto all'italiano, vi si parla il marcianisano. Si tratta di un dialetto campano appartenente al gruppo dei dialetti italiani meridionali, che mostra notevoli somiglianze con il napoletano, rispetto al quale si differenzia però per alcune particolarità lessicali [parole come: ammurusebbula (a titolo d'esempio), maitant (tantissimo)] e fonetiche. La pronuncia delle vocali toniche è abbastanza simile alla pronuncia casertana, sebbene in alcune zone della città si possano riscontrare molte somiglianze con il puteolano e il torrese. Nel corso dei secoli i nativi hanno sviluppato parole autoctone che derivano dal francese, dall'inglese, dal castigliano e dal greco antico.

### Religione
Gran parte del territorio appartiene all'arcidiocesi di Capua, il restante alla diocesi di Caserta. La maggior parte dei cittadini di Marcianise è di religione cristiana cattolica, con una presenza importante dei testimoni di Geova e degli evangelici. Durante l'immigrazione degli ultimi 20 anni si sono formate comunità islamiche, indù e ortodosse.

### Tradizioni e folclore
A settembre, si svolge la festa del Santissimo Crocifisso mentre a marzo si svolge la festa della Santissima Annunziata.

## Cultura
Nel mese di settembre si svolge il Marcianise Blues Festival unico festival blues della provincia di Caserta 

### Istruzione
Marcianise è sede di numerosi istituti scolastici: scuole materne, elementari, medie e superiori. Erano attivi anche due corsi di laurea universitari.

#### Biblioteche
Marcianise dispone di una biblioteca pubblica, la Biblioteca Comunale, sita in via Vespucci, inaugurata il 12 dicembre 1868; in essa è conservata la Platea di tutti li beni e rendite del Sacro Ospedale e Chiesa della SS. Annunciata della terra di Marcianise A. D. MDCCXXI. Una seconda biblioteca, privata, in onore di Federico Quercia, sita in Via Duomo, è gestita dall'Associazione Culturale "Risvegli Culturali" e dal liceo scientifico e classico Federico Quercia di Marcianise. In Piazza Foglia si trova inoltre la Fondazione Bibliotecaria "Michele Monaco", anch'essa privata.

#### Scuole superiori
- Istituto Tecnico Industriale Galileo Ferraris.
- Liceo Scientifico e Classico Federico Quercia.[38][39][40][41][42]
- ISISS Giovan Battista Novelli (istituto professionale, liceo delle scienze umane e liceo linguistico).
- Istituto Tecnico Commerciale e per Geometri Salvatore Lener.
- Liceo Artistico Onofrio Buccini.

#### Università
Nel Palazzo della Cultura (già Palazzo del Monte dei Pegni), al centro della città, avevano sede i corsi di laurea in Disegno industriale e Disegno industriale per la moda della facoltà di Architettura della Università degli Studi della Campania Luigi Vanvitelli.
Nel 2010 il rettorato dell'università ha deciso di abbandonare questo edificio per trasferire i corsi ad Aversa.

### Media

#### Cinema
Marcianise è stata location cinematografica, in tutto o in parte, dei seguenti film:
- Tatanka
- L'affare Bonnard
- Mozzarella Stories
- Lascia perdere, Johnny!
- Gomorra - La serie

## Geografia antropica

### Quartieri
La parte residenziale della città è divisa in vari quartieri che prendono un nome particolare, in base alla loro storia originaria, al personaggio storico o religioso del luogo, o in base a un'antica struttura monumentale presente in zona.
- Nord: Pagani
- Nord-ovest: Macello (detto "O maciell"), Gravone
- Nord-est: Madonna della Libera, Cantone, Palazzine, Santella
- Centro: De Paoli, De Felice, Carzani (detto "ndi Carzani", ovvero "all'interno dei Carzani"), Fontanelle (detto "e funtanell"), Annunziata, San Simeone
- Sud: Puzzaniello (San Giuliano), Pratule, San Lorenzo
- Sud-est: Loriano, Trentola
- Sud-ovest: Airola, Santa Veneranda

### Frazioni, località e contrade
Il comune privo di frazioni, possiede diverse contrade e località abitate, tra queste ci sono: Borgo Carbone, Borgo Chiacchio, Borgo Santa Venere, Castello Airola, Contrada Airola, Località Aurno, Località Carbone I, Località Carbone II, Trentola di Marcianise, Scalo merci, Zona industriale Marcianise nord, Zona industriale Marcianise sud.

## Economia
Marcianise, insieme ad altri comuni italiani, è definita "città canguro" da un rapporto del Censis dei primi anni ottanta perché ha trasformato rapidamente la sua economia da quella tradizionalmente agricola ad industriale, anche grazie alla vicinanza con il confine settentrionale della città metropolitana di Napoli. L'industrializzazione è servita in molti casi all'espansione dell'economia di Napoli o a delocalizzare aziende molto inquinanti, come: Vanetta, Stoppani, Diellecolor, Tonolli Sud, ecc. con pochi vantaggi per l'economia locale. È mancata anche una politica pubblica atta a inserire il pur numeroso personale qualificato autoctono in posti di lavoro qualificati, di conseguenza i marcianisani non beneficiano di questo boom che va tutto o quasi a vantaggio degli abitanti del napoletano.

### Agricoltura
È praticato in modo diffuso l'allevamento ovino, e uno spazio importante è occupato anche da diverse coltivazioni, sulle quali spicca quella del tabacco.

### Industria
Nell'anno 2001 a Marcianise si contavano 303 industrie, secondo i dati emersi dell'8º Censimento generale dell'industria e dei servizi. La recessione ha ridotto il numero a poco meno della metà, lasciando strutture inutilizzate e fatiscenti che gravano pesantemente su un territorio ormai martoriato da inquinamento, in gran parte proveniente da altre regioni, e incuria da parte delle istituzioni. È mancata una politica di prevenzione sociale che, all'opposto, ha preferito la cessione massiccia di larga fetta del territorio, sottratto in questo modo all'uso agricolo, dandolo in pasto alla speculazione selvaggia.
Nella zona industriale, ubicata a poca distanza dal casello dell'autostrada A1 Milano-Napoli, si trovano anche gli stabilimenti di due importanti aziende multinazionali come Jabil, Coca-Cola (dal cui stabilimento nacque la Fanta), oltre alla Barilla (dal 1968, assieme a Voiello, che dopo la sua acquisizione da parte di Barilla ha trasferito la sua produzione da Torre Annunziata) e alla Getra, e ha ospitato in passato anche altre come Olivetti (dal 1969), 3M, Siemens e (prima di essa) GTE.

### Terziario e artigianato
Nel territorio cittadino sono presenti importanti centri produttivi, commerciali e logistici:
- Interporto Sud Europa, un centro dedicato alla logistica multimodale;
- Centro commerciale Campania, riunisce centinaia di attività commerciali al dettaglio, ristorazione ed un multicinema;
- La Reggia Outlet, punto della celebre catena McArthur Glen dedicato alla vendita, a prezzi scontati, di abbigliamento, calzature ed accessori;
- Il Tarì, un complesso immobiliare sito nell'Area Industriale ed adibito all'insediamento di imprese operanti nel settore del commercio, produzione e lavorazione di oggetti preziosi; La società Il Tarì S.c.p.a., che gestisce le aree comuni del complesso, nel 2007 ha realizzato due padiglioni fieristici in cui organizza periodicamente numerose fiere, mostre ed esposizioni di prodotti di diversi settori merceologici;
- Oromare, un complesso adibito all'insediamento di imprese operanti nel settore della lavorazione e del commercio di oggetti preziosi, coralli ed affini;
- Polo della qualità, struttura immobiliare sita nell'Area Industriale che è stata progettata per accogliere al suo interno numerose aziende contraddistinte dalla "qualità" delle loro produzioni; La società promotrice "Polo della Qualità S.r.l." è stata però dichiarata fallita dal Tribunale di Napoli con sentenza n. 204/2010 del 10/09/2010.

## Infrastrutture e trasporti

### Strade
La zona sud della città è collegata alla rete autostradale A1, uscita casello Caserta Sud. L'autostrada assorbe soprattutto il traffico generato dai mezzi di trasporto pesante che operano nella zona industriale e interportuale.
La Strada statale Sannitica collega la zona sud-est della città con il Sannio ed accoglie principalmente il traffico connesso agli scambi commerciali, mentre la superstrada Sannitica nuova collega Marcianise con i comuni dell'hinterland napoletano.
La Strada Provinciale 335 ex SS 265 dei Ponti della Valle (Giugliano - Marcianise) attraversa diversi comuni casertani e conduce sull'Asse Mediano.

### Ferrovie
La città è attraversata dalla linea ferroviaria Napoli-Foggia; il traffico passeggeri della stazione di Marcianise è costituito soprattutto da studenti e pendolari. Il territorio comunale è inoltre attraversato dalla ferrovia Villa Literno-Cancello, ma non sono previste fermate.

## Amministrazione

### Politica
La politica di Marcianise è stata per molti anni - fino alla prima metà degli anni novanta - legata alla Democrazia Cristiana. Dopo lo scandalo di Mani pulite, la città è stata amministrata da una giunta di centrodestra dal 1997 al 2001. Successivamente, dal 2001 al 2007, da una giunta di centro-sinistra che venne sciolta dalla Presidenza del Consiglio dei ministri per sospette attività criminali. Il 23 gennaio 2009 la giunta comunale è stata reintegrata dopo che il Tar della Campania ha annullato la decisione del Consiglio dei ministri. Dal 23 febbraio 2009, in seguito alle dimissioni di 17 consiglieri comunali, la città è rimasta priva di amministrazione comunale. Dopo le elezioni cittadine del 9 giugno 2009 Marcianise è amministrata da una giunta di centrodestra.

### Sindaci di Marcianise
| Periodo | Periodo   | Primo cittadino          | Partito                       | Carica      | Note |
| ------- | --------- | ------------------------ | ----------------------------- | ----------- | ---- |
| 1946    | 1948      | Michelangelo Tartaglione | Democrazia Cristiana          | Sindaco     |      |
| 1948    | 1956      | Girolamo Viciglione      | Democrazia Cristiana          | Sindaco     |      |
| 1956    | 1961      | Luigi Iovine             | Democrazia Cristiana          | Sindaco     |      |
| 1961    | 1962      | Gaetano Lasco            | Democrazia Cristiana          | Sindaco     |      |
| 1962    | 1965      | Gabriele Trombetta       | Democrazia Cristiana          | Sindaco     |      |
| 1965    | 1966      | Francesco Errico         | Democrazia Cristiana          | Sindaco     |      |
| 1966    | 1966      | Antonio Truosolo         |                               | Commissario |      |
| 1966    | 1969      | Vincenzo Capone          | Democrazia Cristiana          | Sindaco     |      |
| 1969    | 1970      | Valerio Gaglione         | Democrazia Cristiana          | Sindaco     |      |
| 1970    | 1974      | Antonio De Martino       | Democrazia Cristiana          | Sindaco     |      |
| 1974    | 1975      | Vincenzo Capone          | Democrazia Cristiana          | Sindaco     |      |
| 1975    | 1978      | Antonio De Martino       | Democrazia Cristiana          | Sindaco     |      |
| 1978    | 1979      | Vincenzo Madonna         |                               | Commissario |      |
| 1979    | 1985      | Pietro Squeglia          | Democrazia Cristiana          | Sindaco     |      |
| 1985    | 1991      | Antonio De Martino       | Democrazia Cristiana          | Sindaco     |      |
| 1991    | 1993      | Pietro Squeglia          | Democrazia Cristiana          | Sindaco     |      |
| 1993    | 1997      | Tommaso Zarrillo         | Partito Popolare Italiano     | Sindaco     |      |
| 1997    | 2001      | Gianfranco Foglia        | Forza Italia                  | Sindaco     |      |
| 2001    | 2006      | Filippo Fecondo          | Democratici di Sinistra       | Sindaco     |      |
| 2006    | 2009      | Filippo Fecondo          | Democratici di Sinistra       | Sindaco     |      |
| 2009    | 2012      | Antonio Tartaglione      | Il Popolo della Libertà       | Sindaco     |      |
| 2012    | 2013      | Umberto Cimmino          |                               | Commissario |      |
| 2013    | 2015      | Antonio De Angelis       | Forza Italia                  | Sindaco     |      |
| 2015    | 2016      | Antonio Reppucci         |                               | Commissario |      |
| 2016    | 2019      | Antonello Velardi        | Partito Democratico           | Sindaco     |      |
| 2019    | 2020      | Michele Lastella         |                               | Commissario |      |
| 2020    | 2022      | Antonello Velardi        | Liste civiche                 | Sindaco     |      |
| 2022    | 2023      | Ciro Silvestro           |                               | Commissario |      |
| 2023    | in carica | Antonio Trombetta        | Liste civiche di centrodestra | Sindaco     |      |

## Problemi

### Criminalità organizzata
Marcianise è costretta a fare i conti con la criminalità organizzata. Esistono diverse famiglie camorristiche a Marcianise, tra cui i Belforte, meglio conosciuti come Mazzacane, e i Piccolo, noti con il nomignolo Quaqquarone. Il clan dei Belforte, storicamente cutoliano e attualmente il più forte, va considerato come una confederazione di famiglie criminali dell'entroterra casertano proprio come i Casalesi nell'agro aversano, ai quali non è legato né contrapposto. Anche i Quaqquarone, da tempo allo sbando dopo l'uccisione dei boss storici e l'arresto dei capibanda, facevano parte della NCO di Raffaele Cutolo. Entrambe le famiglie gestiscono gli affari illegali in città e sono spesso in lotta tra loro, tanto che nel 1998 Marcianise è stata la prima città d'Italia ad essere sottoposta al coprifuoco dalla fine della seconda guerra mondiale.
Il 23 novembre 2006 il prefetto di Caserta, Maria Elena Stasi, ha inviato una commissione d'accesso al comune di Marcianise per indagare su presunte intromissioni camorristiche nelle attività amministrative. Il 19 marzo 2008 la Presidenza del Consiglio dei ministri ha deciso di sciogliere il consiglio comunale dopo l'invio di una relazione della prefettura di Caserta che descriveva come la criminalità organizzata si fosse infiltrata nella gestione amministrativa. Il 22 gennaio 2009 una sentenza del TAR della Campania ha annullato lo scioglimento dell'intero consiglio comunale, stabilendo che la relazione della prefettura non conteneva prove per sostenere che fosse realmente avvenuta un'infiltrazione camorristica e reintegrando così il sindaco e tutta la giunta comunale nelle loro funzioni fino al termine del mandato elettorale.

### Inquinamento ambientale
Dopo la fine della seconda guerra mondiale, Marcianise ha vissuto un boom economico e si è trasformata da una città agricola in una città industriale. La rapida trasformazione e la mancanza di un piano di protezione ambientale hanno condotto ai problemi causati dall'inquinamento. Come tutte le città della Campania, Marcianise deve affrontare l'emergenza rifiuti, le cui cause sono sì legate ad una carente gestione ambientale, ma sempre dovuta ad un'illegalità organizzata inestirpabile.
Nel 1997 l'incendio del deposito di pneumatici Eco-rec ha provocato la formazione di una nube tossica rimasta sospesa su Marcianise per circa 3 giorni. La nube conteneva livelli molto alti di diossina che è penetrata nei terreni danneggiando le coltivazioni e gli allevamenti.
Nel 2001 alcuni produttori di materiali chimici hanno smaltito una grande quantità di rifiuti tossici nei Regi Lagni, un'area disabitata nel sud-ovest di Marcianise, inquinando le sorgenti d'acqua.
Nel 2003 una ricerca ambientale ha dimostrato che l'inquinamento di tutta la provincia casertana ha provocato un aumento dei tumori all'apparato digerente e respiratorio, con valori superiori alla media nazionale.
Nel 2006 uno studio sulle ecomafie ha dimostrato che la continua presenza di elevate quantità di diossina nell'alimentazione umana è addirittura 100.000 volte superiore al limite massimo permesso dalla legge.
Tra il 2007 e il 2008 tutte le discariche della Campania sono state chiuse perché non erano più in grado di accogliere altri rifiuti. Alcune settimane dopo la chiusura delle discariche, la regione Campania ha dichiarato lo stato di emergenza nazionale per i rischi collegati ai rifiuti sparpagliati su tutte le strade delle città. Anche a Marcianise la questione dei rifiuti è diventata critica e alcuni cittadini hanno pubblicato su YouTube dei filmati per richiamare l'attenzione delle autorità nazionali sul problema dei rifiuti.
Nel 2009 altri due incendi dolosi, rispettivamente a maggio e a settembre, colpivano il deposito di pneumatici abusivo Eco-rec, da tempo sotto sequestro ma scarsamente sorvegliato. La vastità dei due incendi fu tale da impegnare squadre di Vigili del Fuoco da tutta la Campania per due giorni. Soprattutto il primo causò una nube di fumo che si estese fino ai comuni di Sessa Aurunca, Ercolano e Benevento.

## Sport
Calcio
Il Real Marcianise fu una squadra di calcio che militava in Lega Pro Prima Divisione dalla stagione 2009/2010. È stata sciolta nel 2010. Nel 2011 è stata fondata una nuova squadra, l'A.S.D. Progreditur Marcianise, che nella stagione 2012/2013 ha disputato la Serie D.
Il Futsal Club Marcianise è stata una squadra di Calcio a 5 che ha disputato la massima serie (2005-2007). Nel 2009 la società si è fusa con il Marigliano.
Pallavolo
Ha sede nel comune la società Volley Club Marcianise che ha disputato la serie B1 nella stagione 2007/2008.
Ciclismo
Marcianise è stata sede di arrivo della 4ª tappa del Giro d'Italia 1993, vinta da Fabio Baldato.
Basket
Nella prima metà degli anni novanta la pallacanestro ha visto raggiungere il suo apice con il Basket Ma. Re. Ca., la cui eredita è stata perfettamente ripresa dal Nuovo Basket Marcianise, società strutturata e con parecchi anni di militanza alle spalle.
Pugilato
Le origini delle attività legate al pugilato risalgono all'arrivo dei soldati alleati durante la Seconda guerra mondiale, quando i bufalari locali si offrivano come sparring partner dei soldati americani.

### Impianti sportivi
- Stadio Progreditur
- Velodromo